# 11-11: Memories Retold
11-11 Memories Retold es un videojuego de aventura narrativa ambientado durante la Primera Guerra Mundial. Fue lanzado el 9 de noviembre de 2018, dos días antes del centenario del armisticio. Está desarrollado conjuntamente por Digixart Entertainment Studios y Aardman Animations, y publicado por Bandai Namco Entertainment.
Una de las principales características del juego es su estilo visual, inspirado en el arte impresionista.

## Sinopsis
El juego permite al jugador jugar como dos personajes durante la Primera Guerra Mundial: el fotógrafo canadiense llamado Harry Lambert y el ingeniero alemán Kurt Waldner. Ambos participan en la guerra por diferentes razones. Harry se siente atraído por la gloria y el deseo de seducir a su amigo de la infancia, por lo que decide seguir a un importante en busca de un nuevo fotógrafo de guerra. Kurt se entera en la radio de que falta la unidad de su hijo, y decide unirse al ejército alemán para encontrarlo.

## Jugabilidad
11-11 Memories Retold se lleva a cabo desde una perspectiva en tercera persona con la posibilidad de elegir entre los dos protagonistas, ya sea al comienzo del capítulo, o libremente en el medio durante ciertas partes. Cada personaje avanza en la historia con sus propias herramientas:
- Kurt tiene la capacidad de interactuar con diferentes dispositivos eléctricos, que componen algunos de los rompecabezas del juego.
- Harry tiene una cámara, que puede usar para fotografiar diferentes puntos de interés al mostrar la guerra de la mejor manera para sus superiores o para sí mismo.

El juego ofrece controlar un gato y una paloma durante ciertas secuencias.

## Recepción
11-11 Memories Retold recibió críticas favorables en general. El juego tiene una puntuación del 77% en Metacritic, y los críticos elogian especialmente la escritura y la voz de los personajes.